# Société des chemins de fer d'intérêt local du département des Landes

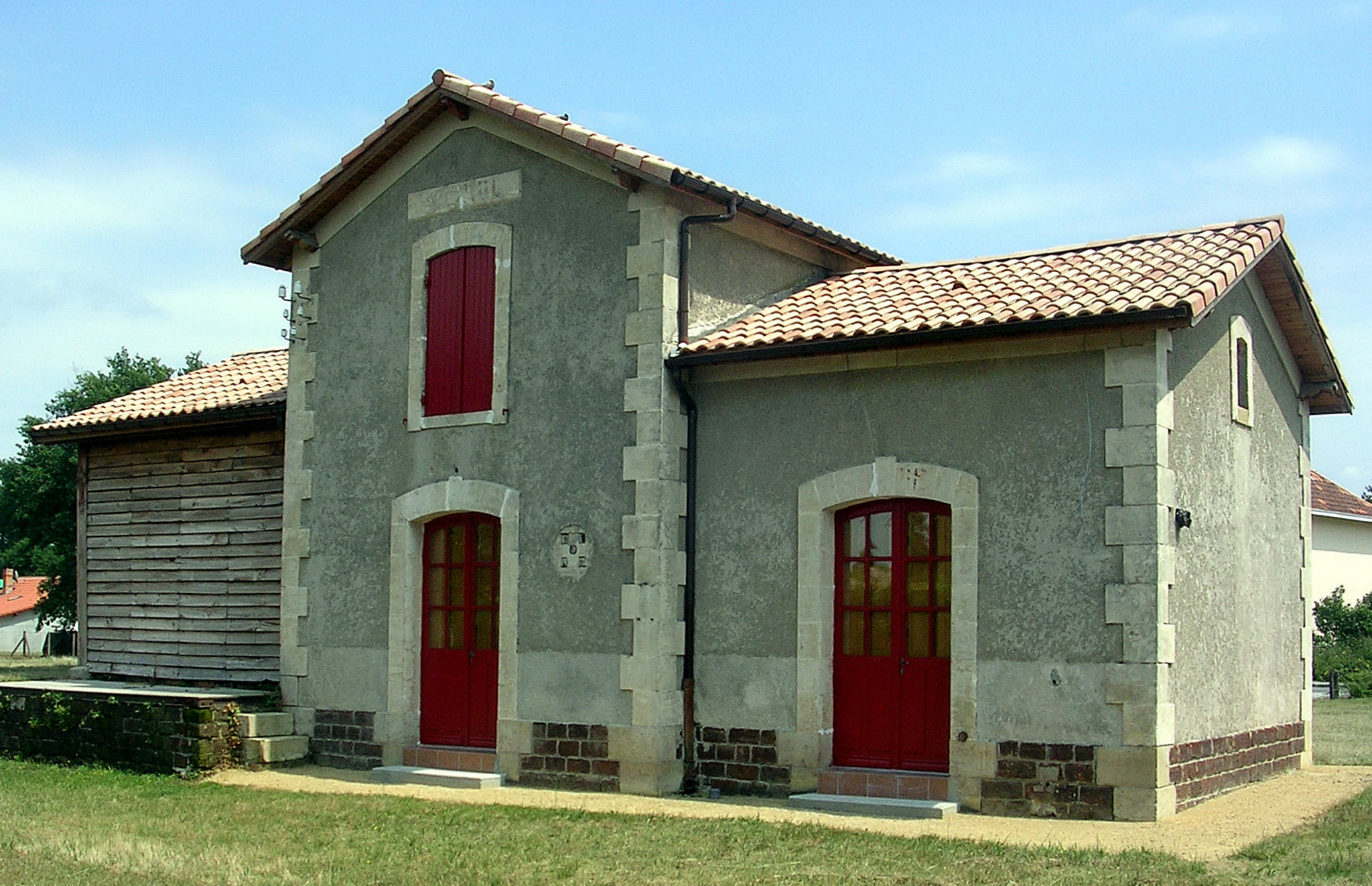
Ancienne gare de Saint-Paul-en-Born sur la ligne de Labouheyre à Mimizan.

La Société des chemins de fer d'intérêt local du département des Landes (CFILL) est créée  pour construire et exploiter un réseau ferroviaire dans le département des Landes.
En 1916, elle prend le nom de Société anonyme des Voies Ferrées des Landes (VFL).

## Histoire
La concession d'un réseau de chemins de fer d'intérêt local est attribué à MM. Jean Batiste Codur et Louis Ferdinand Gemähling, le 10 avril 1877. Ces derniers établissent une convention avec la Compagnie du Midi pour l'exploitation des lignes.

## Les lignes
- Ychoux - Moustey : 22 km
  - Ychoux - Pissos : 15 km ; ouverture en 1890, fermeture en 1979
  - Pissos - Moustey : 7 km ; ouverture en 1904, fermeture en 1979
- Ychoux - Biscarrosse-Bourg : 21 km
  - Ychoux - Parentis-en-Born : 12 km ; ouverture en 1899
  - Parentis - Biscarrosse-Bourg : 9 km ; ouverture en 1903
- Labouheyre - Sabres : 19 km ; ouverture en 1889, fermeture en 1969
- Labouheyre - Mimizan-Bourg : 28 km ; ouverture en 1889

- Morcenx - Mézos (Saint-Julien-en-Born)  
  - Morcenx - Sindères : 7 km ; ouverture en 1889, fermeture en 1969
  - Sindères - Mézos : 16 km ; ouverture en 1889, fermeture en 1969
- Sindères - Uza (Lit-et-Mixe) : 23 km, embranchement ; ouverture en 1889, fermeture en 1969
- Laluque - Tartas : 13 km ; ouverture en 1890
- Laluque - Linxe : 27 km ; ouverture en 1890, fermeture en 1979
- Saint-Vincent-de-Tyrosse - Soustons : 12 km ; ouverture en 1891, fermeture en 1969

## Gares de jonction
Avec la Compagnie du Midi :
- Gare d'Ychoux
- Gare de Labouheyre
- Gare de Morcenx
- Gare de Laluque
- Gare de Saint-Vincent-de-Tyrosse

## Matériel roulant
Locomotives à vapeur :
- No 1 à 6 : type 030T livrées en 1890 par Fives-Lille (no construction 2735-2740)
- No 7 à 12 : type 030T livrées en 1890 par Schneider (no construction 2450-2455)[3]